# Herczeg Ferenc műveinek listája

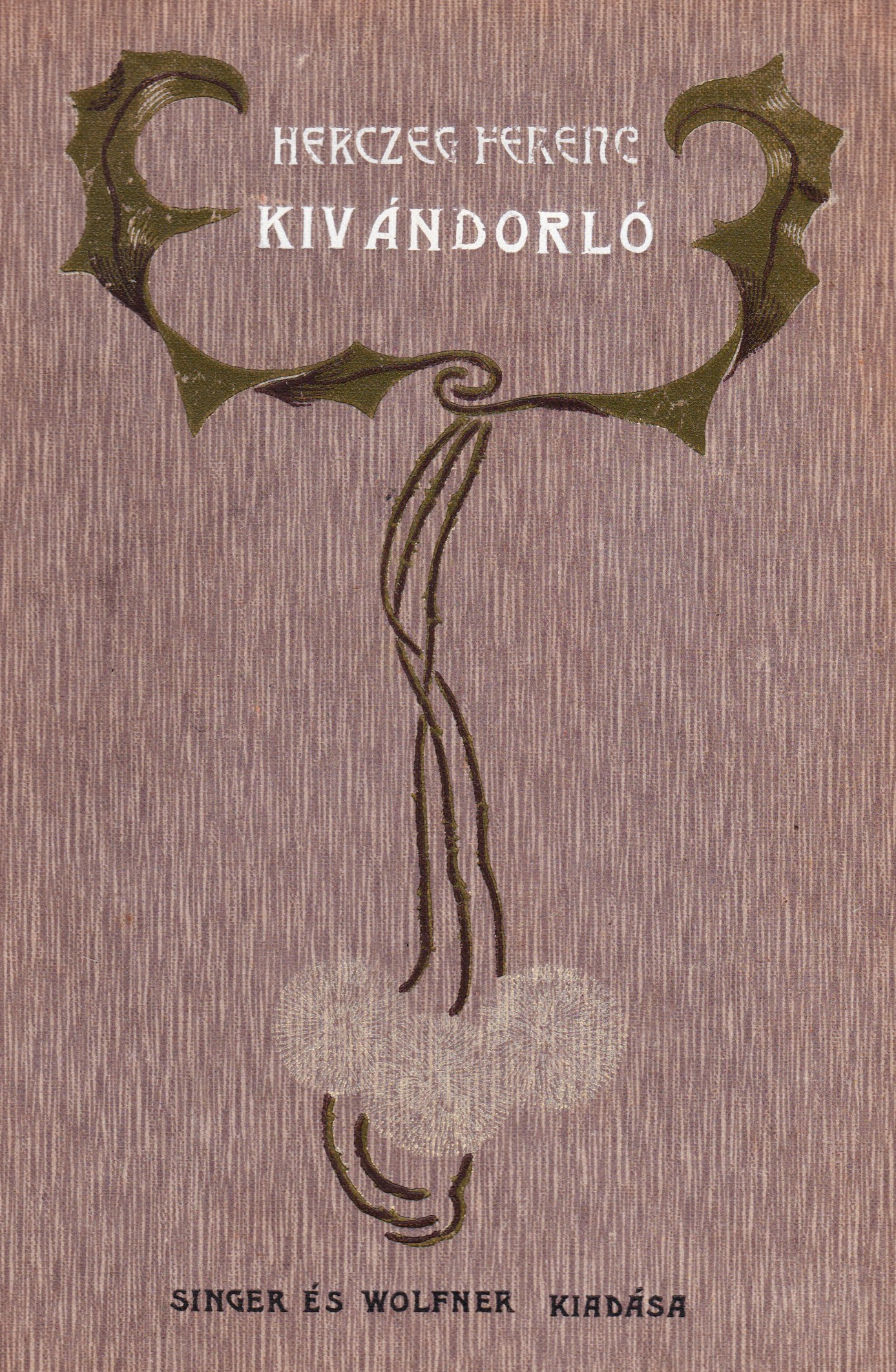
A kivándorló

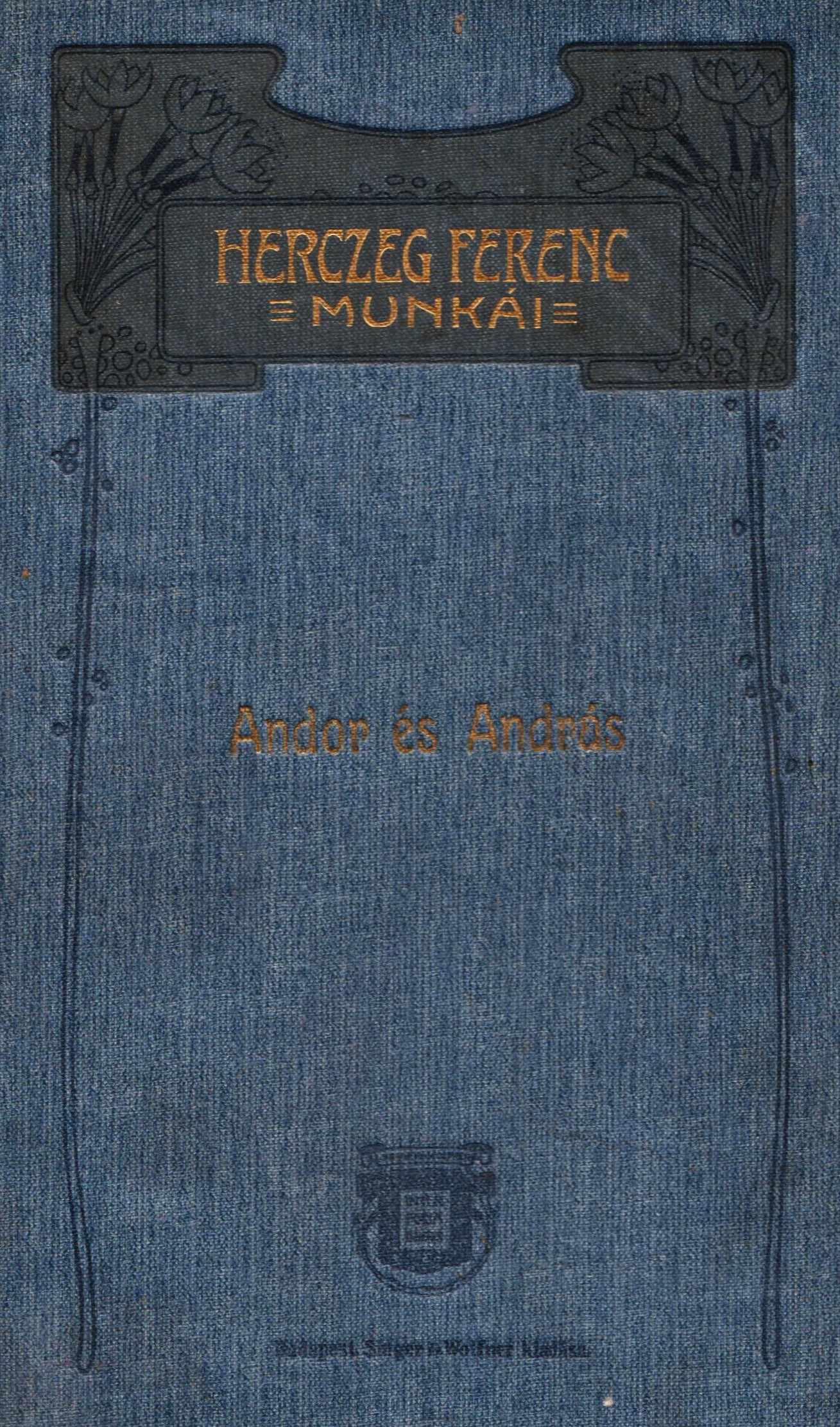
Andor és András

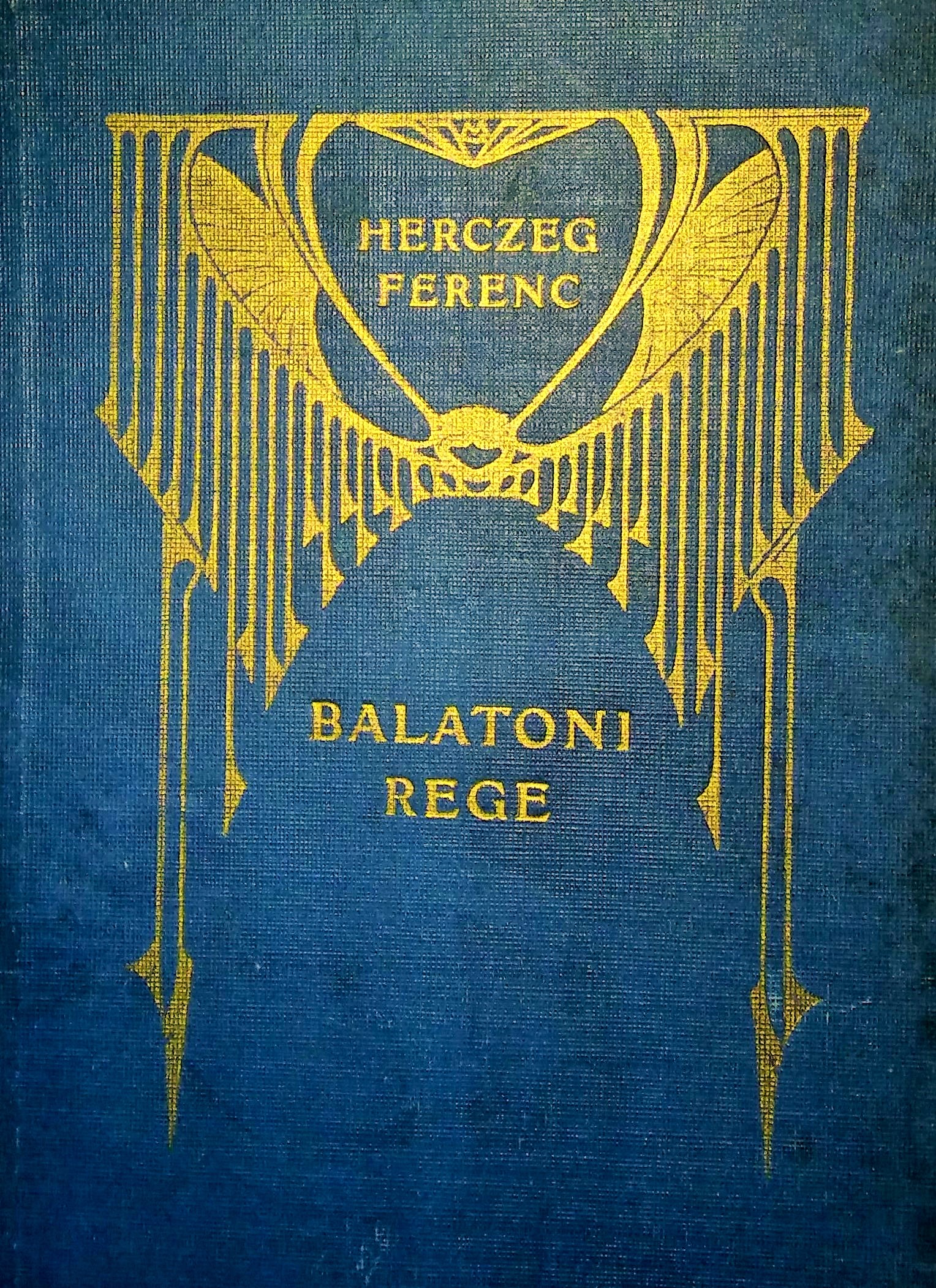
Balatoni rege

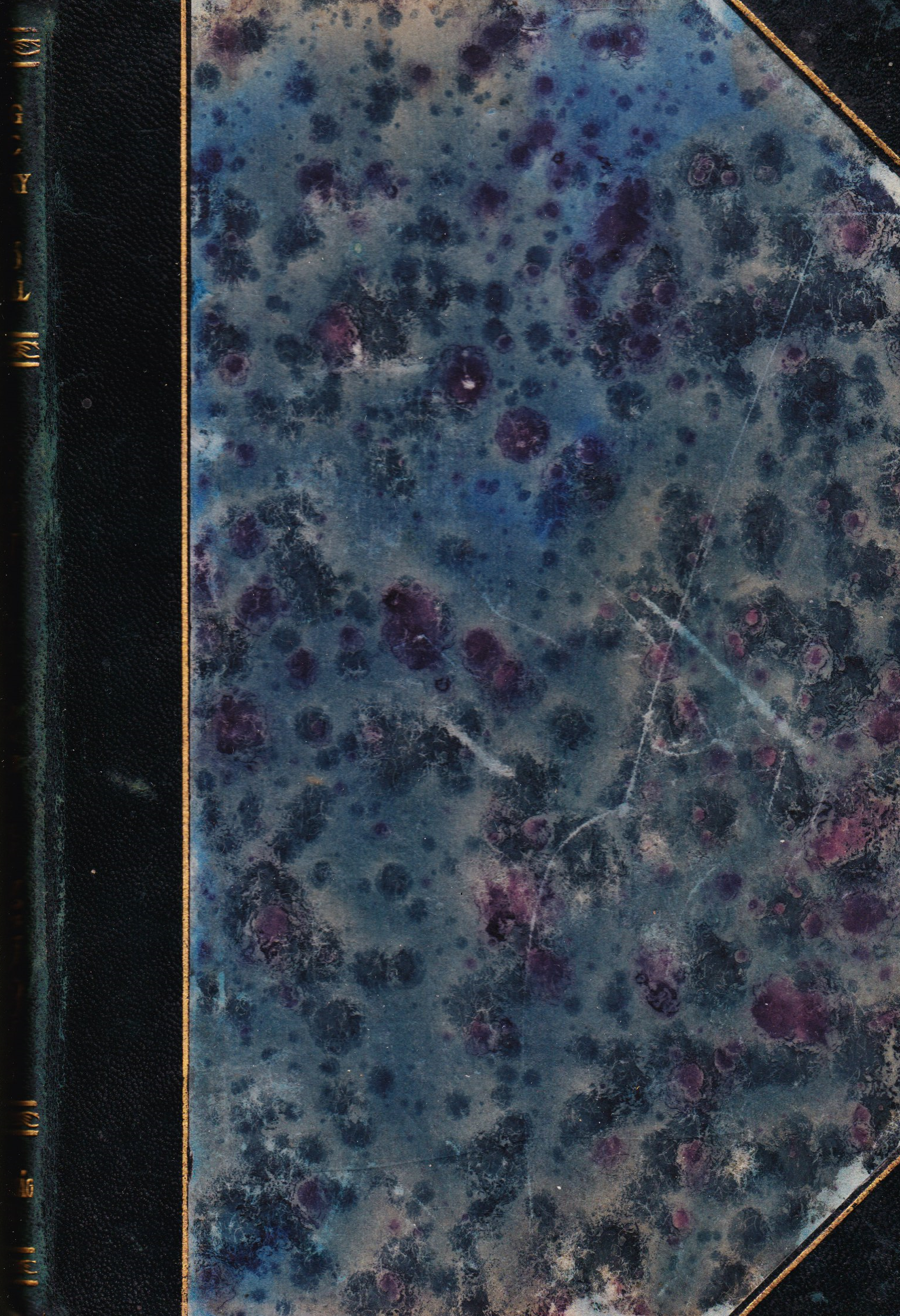
A Lánszky-motor

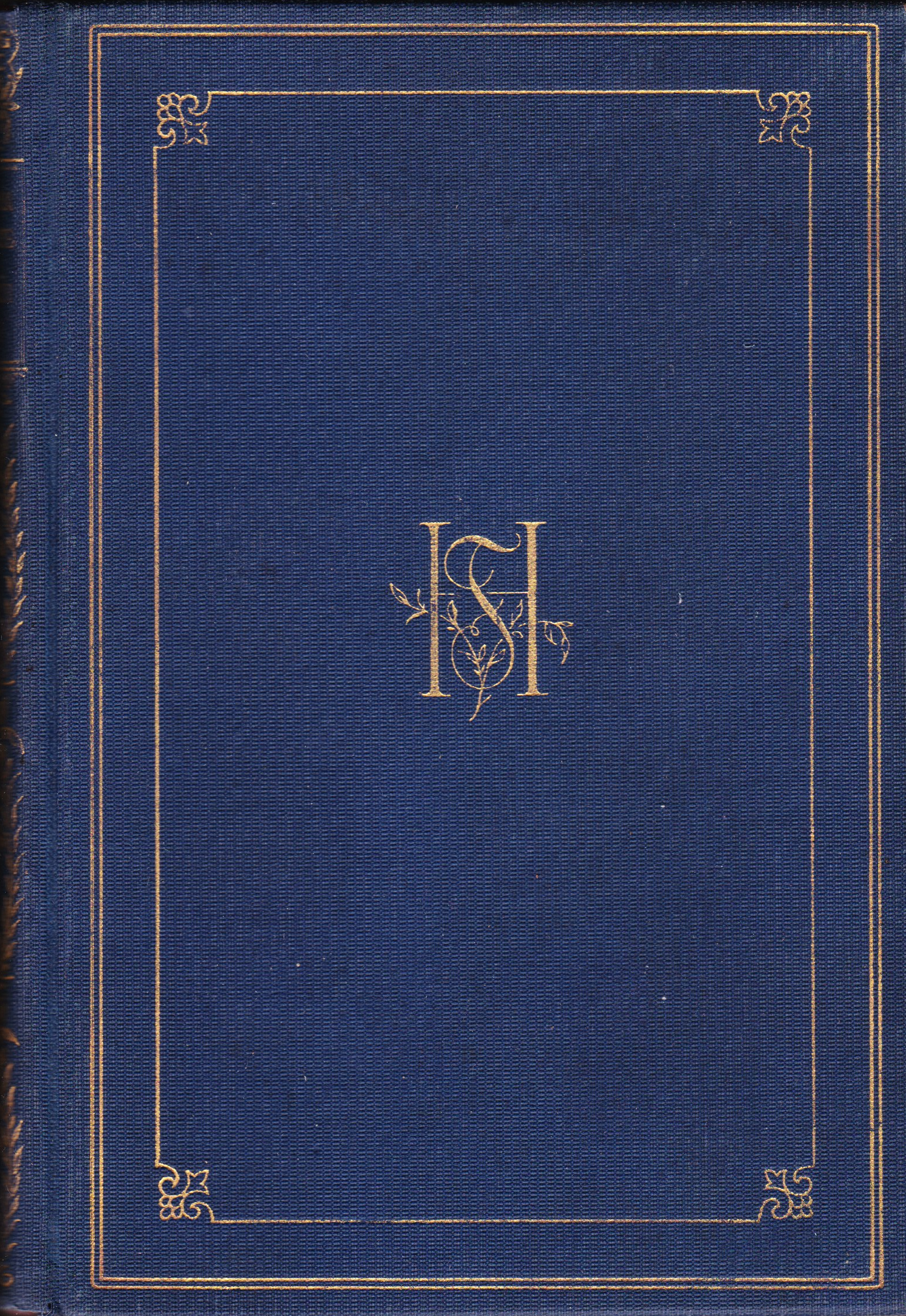
Herczeg Ferenc munkái sorozat, 1930-as évek

Az alábbi részletes lista Herczeg Ferenc magyar író műveit tartalmazza időrendben, az első kiadások figyelembe vételével.

## Életében megjelent művek

### A Monarchia idején megjelent művek (1890–1919)
- Fenn és lenn. Regény, 1-2.; Singer-Wolfner, Budapest, 1890
- Mutamur. Huszonkét elbeszélés; Singer-Wolfner, Budapest, 1892
- A Gyurkovics-lányok; Singer-Wolfner, Budapest, 1893
- A Dolovai nábob leánya. Színmű; Singer-Wolfner, Budapest, 1894 (1933-ban film készült belőle)
- A három testőr. Bohózat; Singer-Wolfner, Budapest, 1894
- Simon Zsuzsa. Regény, 1-2.; Singer-Wolfner, Budapest, 1894 (Egyetemes Regénytár IX.)
- A Gyurkovics-fiúk; Singer-Wolfner, Budapest, 1895 (Herczeg Ferenc munkái) (1941-ben film készült belőle: Gyurkovics fiúk)
- Napnyugati mesék; Singer-Wolfner, Budapest, 1895
- Szabolcs házassága. Regény; Singer-Wolfner, Budapest, 1896
- Az első fecske és egyéb elbeszélések; Singer-Wolfner, Budapest, 1897 (Egyetemes Regénytár XIV.)
- Honthy háza. Színmű; Singer-Wolfner, Budapest, 1897
- A három testőr. Bohózat; Singer-Wolfner, Budapest, 1898
- Az új nevelő. Elbeszélés; Singer-Wolfner, Budapest, 1898 (Filléres Könyvtár)
- Az új nevelő és más elbeszélések; Singer-Wolfner, Budapest, 1898 (Jó könyvek az ifjúság számára)
- Az első vihar. Színmű négy felvonásban; Singer-Wolfner, Budapest, 1899 (Herczeg Ferenc munkái)
- Gyurka és Sándor. Újabb adatok a Gyurkovics-fiúk történetéhez; Singer-Wolfner, Budapest, 1899
- Egy leány története; Singer-Wolfner, Budapest, 1899 (Herczeg Ferenc munkái)
- Idegenek között. A nevelőnő naplója; Singer-Wolfner, Budapest, 1900
- Arianna. Tizenhat elbeszélés; Singer-Wolfner, Budapest, 1901 (Színes Könyvek)
- Elbeszélések; Lampel, Budapest, 1901
- Ocskay brigadéros. Történelmi színmű négy felvonásban; Singer-Wolfner, Budapest, 1901
- A tolvaj. Színmű; Singer-Wolfner, Budapest, 1901 (Fiatal leányok színműtára)
- Balatoni rege. Regényes vígjáték négy felvonásban; Singer-Wolfner, Budapest, 1902 (Herczeg Ferenc munkái)
- Német nemzetiségi kérdés. 4 újságcikk; Singer-Wolfner, Budapest, 1902
- Pogányok. Regény; Singer-Wolfner, Budapest, 1902
- Andor és András. Budapesti történet; Singer-Wolfner, Budapest, 1903 (Herczeg Ferenc munkái)
- Elbeszélések; Singer-Wolfner, Budapest, 1904 (Herczeg Ferenc munkái)
- A honszerző. Regény; Singer-Wolfner, Budapest, 1904 (Herczeg Ferenc munkái)
- Bizánc. Színmű; Singer-Wolfner, Budapest, 1904 (Herczeg Ferenc munkái)
- Kéz kezet mos. Vígjáték; Singer-Wolfner, Budapest, 1904 (Herczeg Ferenc munkái)
- Böske, Erzsi, Erzsébet; Singer-Wolfner, Budapest, 1905 (Vidám könyvek)
- Szelek szárnyán; Singer-Wolfner, Budapest, 1905 (Modern Magyar Könyvtár)
- Lélekrablás. Regény; Singer-Wolfner, Budapest, 1906 (Herczeg Ferenc munkái)
- Déryné ifjasszony. Színjáték; Singer-Wolfner, Budapest, 1907 (Herczeg Ferenc munkái)
- Kaland és egyéb elbeszélések; Singer-Wolfner, Budapest, 1908 (Herczeg Ferenc munkái)
- A királyné futárja. Regényes történet; Singer-Wolfner, Budapest, 1909 (Herczeg Ferenc munkái)
- A kivándorló. Színmű; Singer-Wolfner, Budapest, 1909 (Herczeg Ferenc munkái)
- Szerelmesek; Singer-Wolfner, Budapest, 1909
- A fehér páva. Kisvárosi történet; Singer-Wolfner, Budapest, 1911 (Herczeg Ferenc munkái)
- Éva boszorkány. Színjáték három felvonásban; Singer-Wolfner, Budapest, 1912 (Herczeg Ferenc munkái) – Vojnits-jutalommal elismert mű.
- Álomország. Regény; Singer-Wolfner, Budapest, 1912 (Herczeg Ferenc munkái)
- Felelősség nélkül; Magyar Figyelő, Budapest, 1912
- Mesék; Singer-Wolfner, Budapest, 1912
- Napváros; Singer-Wolfner, Budapest, 1912 (Herczeg Ferenc munkái)
- Az ezredes. Vígjáték; Singer-Wolfner, Budapest, 1914
- A láp virága; Singer-Wolfner, Budapest, 1915 (Milliók Könyve)
- Az arany hegedű. Regény; Singer-Wolfner, Budapest, 1916
- A hét sváb. Regény; Singer-Wolfner, Budapest, 1916
- Magdaléna két élete. Regény; Singer-Wolfner, Budapest, 1916
- Árva László király. Szomorújáték; Singer-Wolfner, Budapest, 1917 – Vojnits-jutalommal elismert mű.
- Gyurkovics Milán mandátuma; Singer-Wolfner, Budapest, 1917 (Milliók Könyve)
- Kék róka. Színjáték; Singer-Wolfner, Budapest, 1917
- Tűz a pusztában; Singer-Wolfner, Budapest, 1917
- Terka naplója; Légrády Ny., Budapest, 1917
- Szíriusz; Singer-Wolfner, Budapest, 1919 (Milliók Könyve)
- Tilla; Singer-Wolfner, Budapest, 1919

### A Horthy-korszakban megjelent művek (1920–1944)
- Az élet kapuja. Elbeszélés; Singer-Wolfner, Budapest, 1920. Az író legjobb történelmi regénye. II. Gyula és X. Leó pápasága idején játszódik Rómában, ahol Bakócz Tamás esztergomi érsek próbálja megszerezni a pápai trónt. Főleg e műve alapján jelölték háromszor is, sikertelenül, irodalmi Nobel-díjra.
- A fekete lovas. Színmű; Délvidéki Liga, Budapest, 1920 – Vojnits-jutalommal elismert mű (1919).
- Két arckép. Tisza István, Károlyi Mihály; Singer-Wolfner, Budapest, 1920
- A holicsi Cupido. Vígjáték; Rózsavölgyi, Budapest, 1921
- Huszti Huszt; Singer-Wolfner, Budapest, 1921 (Milliók Könyve)
- Violante és a bíró. Drámai jelenet; Singer-Wolfner, Budapest, 1921 (Műkedvelők színháza)
- A fogyó hold. Regény; Singer-Wolfner, Budapest, 1922
- Mesék gyermekek számára; ill. Mühlbeck Károly; Singer-Wolfner, Budapest, 1922
- Aranyborjú. Színmű; Singer-Wolfner, Budapest, 1923
- A költő és a halál. Színjáték; Singer-Wolfner, Budapest, 1923
- Sirokkó. Vígjáték, előjátékkal; Singer-Wolfner, Budapest, 1923
- Két ember a bányában; Singer-Wolfner, Budapest, 1924 (A magyar irodalom jelesei)
- Péter és Pál. Drámai jelenet; Singer-Wolfner, Budapest, 1924
- Kilenc egyfelvonásos; Singer-Wolfner, Budapest, 1924 (A bujdosók, Karolina, A holicsi Cupido, Baba-hu, Két ember a bányában, Az árva korona, Violante és a bíró, Péter és Pál, A költő és a halál)
- Herczeg Ferenc munkái (40 kötetes gyűjteményes díszkiadás, 1925–1930)
- A költő és a halál és kilenc egyfelvonásos; Singer-Wolfner, Budapest, 1925 (Herczeg Ferenc munkái)
- Balatoni rege. Az ezredes Tilla; Singer-Wolfner, Budapest, 1925 (Herczeg Ferenc munkái)
- Északi fény. Regény; Singer-Wolfner, Budapest, 1925 (Herczeg Ferenc munkái)
- Sirokkó. Kék róka. Kivándorló; Singer-Wolfner, Budapest, 1925 (Herczeg Ferenc munkái)
- Szendrey Júlia. Színmű; Singer-Wolfner, Budapest, 1925 (Herczeg Ferenc munkái)
- Majomszínház. Komédia; Singer-Wolfner, Budapest, 1925 (Herczeg Ferenc munkái)
- Mink és ők. Elbeszélések; Singer-Wolfner, Budapest, 1925 (Herczeg Ferenc munkái)
- A milói Vénusz karja. Regény. A cserebőrüek; Singer-Wolfner, Budapest, 1925 (Herczeg Ferenc munkái)
- A híd. Színjáték; Singer-Wolfner, Budapest, 1925 – Vojnits-jutalommal elismert mű.
- Tanulmányok, 1-2.; Singer-Wolfner, Budapest, 1925
- A Lánszky-motor. Regény. Mesék; Singer-Wolfner, Budapest, 1925 (Herczeg Ferenc munkái)
- A politikus. Második szerelem. Regény; Singer-Wolfner, Budapest, 1925 (Herczeg Ferenc munkái)
- Második szerelem. Regény; Singer-Wolfner, Budapest, 1925 (Herczeg Ferenc munkái)
- Ünnepi játék. Szigligeti Ede születésének 100-ik évfordulóján; Singer-Wolfner, Budapest, 1925 (Herczeg Ferenc munkái)
- Arianna és egyéb elbeszélések; Singer és Wolfner Irodalmi Intézet, Budapest, 1926 (Herczeg Ferenc munkái gyűjteményes díszkiadás)
- Férfiszív; Singer-Wolfner, Budapest, 1926 (Milliók könyve)
- A bujdosó bábuk; Singer-Wolfner, Budapest, 1927 (Az Én Újságom könyvei)
- Kék és piros. Vígjáték; Herczeg Ferenc novellájából átdolg. Zágon István; Singer-Wolfner, Budapest, 1928 (Műkedvelők Színháza. Új sorozat)
- Mikszáth Kálmán t. tag emlékezete; Akadémia, Budapest, 1928 (A Magyar Tudományos Akadémia elhunyt tagjai fölött tartott emlékbeszédek)
- Arcképek; Singer-Wolfner, Budapest, 1930 (Herczeg Ferenc munkái)
- Emberek, urak és nagyurak. Elbeszélések; Singer-Wolfner, Budapest, 1930 (Herczeg Ferenc munkái)
- Huszonhat elbeszélés, Singer és Wolfner Irodalmi Intézet R.-T. Kiadása, Budapest, 1930
- A nap fia. Regény; Singer-Wolfner, Budapest, 1931 (Magyar regények)
- Herczeg Ferenc Breviárium; Singer-Wolfner, Budapest, 1932
- Harcok és harcosok. Tanulmányok; Singer-Wolfner, Budapest, 1933 (Herczeg Ferenc válogatott munkáinak emlékkiadása)
- Anci doktor lesz; Singer-Wolfner, Budapest, 1933 (Magyar regények)
- Válogatott munkáinak emlékkiadása (1933–1936)
- Herczeg Ferenc emlékezései. 1. A Várhegy; Singer-Wolfner, Budapest, 1933
- Ádám, hol vagy? Regény; Singer-Wolfner, Budapest, 1935 (A jelenkor mesterei)
- Pro libertate! Regény, 1-2.; Singer-Wolfner, Budapest, 1936
- Napkelte előtt! Gondolatok Nagy-Magyarországról; Singer-Wolfner, Budapest, 1937 (Magyar regények)
- Herczeg Ferenc emlékezései. 2. A gótikus ház; Singer-Wolfner, Budapest, 1939
- Utolsó tánc (színmű, 1939) – Vojnits-jutalommal elismert mű.
- Művei (kilenc kötet, 1939)
- Nemzeti színjáték; Singer-Wolfner, Budapest, 1941 (Az Országos Nemzeti Klub kiadványai)
- Ellesett párbeszédek; Singer-Wolfner, Budapest, 1941 (Magyar regények XI.)
- Herczeg Ferenc négy regénye. Az aranyhegedű / A Lánszky motor / Férfiszív / Egy leány története, Singer és Wolfner Irodalmi Intézet R.-T., Budapest, 1941
- Gondok és gondolatok; Singer-Wolfner, Budapest, 1943
- Száz elbeszélés; Singer-Wolfner, Budapest, 1942
- Herczeg Ferenc magyar történelmi drámái; Singer-Wolfner, Budapest, 1943 (Árva László király, Ocskay brigadéros, A híd, A fekete lovas)
- Arany szárnyak. Színmű; Új Idők, Budapest, 1944
- Fecske és denevér; Új Idők, Budapest, 1944
- Petőfi; Új idők, Budapest, 1944 (Magyar regények XIII.)

## Halála után megjelent művek
- Történelmi regények; bev. Németh G. Béla; Szépirodalmi, Bp., 1983
- Herczeg Ferenc emlékezései. A Várhegy. A gótikus ház; bev., szöveggond. Németh G. Béla; Szépirodalmi, Budapest, 1985
- Hűvösvölgy. Herczeg Ferenc emlékezései; szöveggond. Győri János, előszó Németh G. Béla; Szépirodalmi, Budapest, 1993
- Bertalan úr feltámadása. Válogatott elbeszélések; vál., utószó Duró Gábor; Osiris, Budapest, 2001 (Millenniumi könyvtár)
- A vörös háború. Herczeg Ferenc, Mályusz Elemér, Breit József írásai; szerk. Furkó Zoltán; Filmkapu, Budapest, 2011 (Kapu könyvek)